# Help America Vote Act
Der Help America Vote Act (HAVA) ist ein Bundesgesetz der Vereinigten Staaten, das am 29. Oktober 2002 verabschiedet wurde.
Der HAVA wurde nach den Auszählungsproblemen bei der Präsidentschaftswahl 2000 entworfen. Kritiker merken an, dass der HAVA die Benutzung von Wahlmaschinen fördert, obwohl diese einige der Probleme bei der vorherigen Wahl verursacht hatten.
Durch den HAVA wurde ein Wählerverzeichnis auf Bundesebene eingeführt. Der HAVA hat auch das Recht eingeführt, eine provisorische Stimme abzugeben, falls ein Wähler nicht im offiziellen Wählerverzeichnis enthalten ist. Diese Stimme wird erst gültig, nachdem der Wähler die Rechtmäßigkeit bewiesen hat.